# 京新高速道路
京新高速道路（けいしん-こうそくどうろ）は中華人民共和国の主要幹線道路網の一部である。北京市、河北省、内モンゴル自治区、甘粛省、新疆ウイグル族自治区を経由し、全長2728km。別称に北京-ウルムチ高速道路（京烏高速道路）、中国国家高速G7。

## 経路

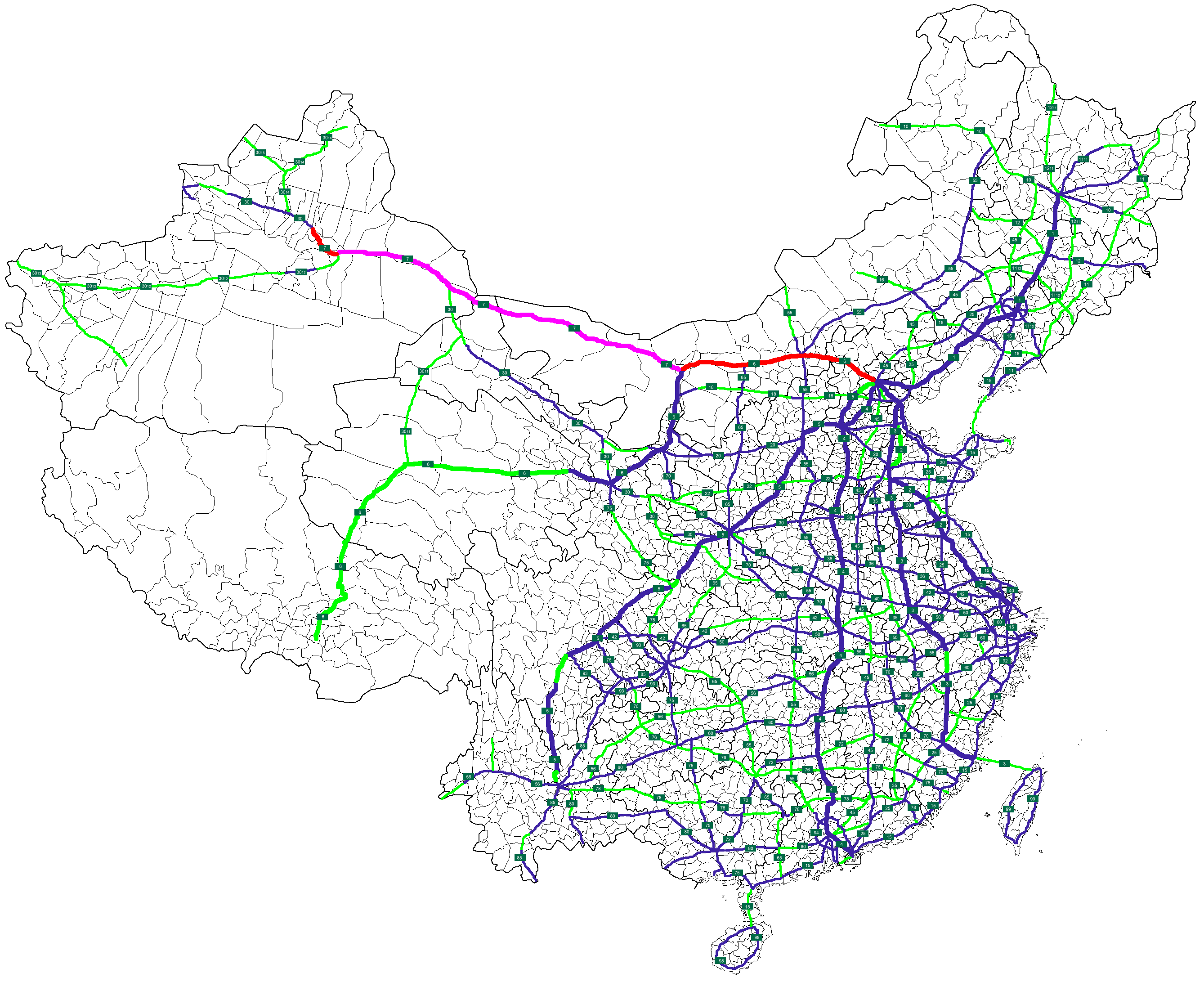
京新高速道路(供用中) 京新高速道路(建設・計画中)
その他の高速道路(供用中) その他の高速道路(建設・計画中)

中華人民共和国交通運輸部は、全国の高速道路に統一的な通し番号を付ける作業を開始している。国道の主な幹線、高速道路を組み入れて徐々に新名称により旧名称を置き換えているが、以下に参考として具体的な旧名をあげる。
- 北京市区間：現在はG6と共用。建設中の京新高速道路の北京区間の原名は京包高速道路。北京六環路-徳勝口区間開通、北京五環路-北京六環路区間2010年末開通。五環路から徳勝口まで全長19.9km。
- 河北省区間：全区間開通。G6と共用。
- 内モンゴル自治区区間：バヤンノール市より東は開通済み、西側の甘粛省境までの区間は計画中。バヤンノール市より東はG6と共通。
- 甘粛省区間：全区間(内モンゴル自治区境から新疆ウイグル族自治区境まで)計画中。
- 新疆ウイグル族自治区区間：吐魯番からウルムチまでの完成区間を除いて、現在建設中。(甘粛省)-哈密-吐魯番高速公路-吐烏大高速道路-ウルムチ
  - 吐魯番-小草湖区間は二級自動車専用道路。

## 省境通過点と通過距離
| 京新高速公路過境里程（公里） |              |                  |          |                      |          |
| 省級行政区                   | 境界通過距離 | 起点             | 起点距離 | 終点(省界点)         | 終点距離 |
| 北京市                       | 90.41        | 北京(北五環)     | 0        | 京冀界               | 90.41    |
| 河北省                       | 172.379      | 甘子堡（冀京界） | 91       | 関羽廟（冀蒙界）     | 263.379  |
| 内モンゴル自治区             | 1544         | 関羽廟（蒙冀界） | 264      | 三道明水北（蒙甘界） | 1808     |
| 甘粛省                       | 135.9        | 白疙瘩（甘蒙界） | 1808     | 明水（甘新界）       | 1943.9   |
| 新疆ウイグル族自治区         | 784          | 明水（新甘界）   | 1944     | ウルムチ             | 2728     |